# Philodromus validus
Philodromus validus är en spindelart som först beskrevs av Willis J. Gertsch 1933.  Philodromus validus ingår i släktet Philodromus och familjen snabblöparspindlar. Inga underarter finns listade i Catalogue of Life.